# Miloy
Marcos Hermenegildo Joaquim Henriques, genannt Miloy, (* 27. Mai 1981 in Luanda, Angola) ist ein ehemaliger angolanischer Fußballspieler. Der defensive Mittelfeldspieler spielte auf Vereinsebene ab Ende der 1990er-Jahre bis 2007 für Inter Luanda und anschließend bis 2012 für Santos de Angola in der angolanischen Liga. In Angola wurde er einmal Meister und zweimal Pokalsieger. Von 1999 bis 2006 spielte Miloy in 14 Partien auch für die angolanische Nationalmannschaft und nahm an der Fußball-Weltmeisterschaft 2006 in Deutschland teil. Bei Angolas erster WM-Teilnahme kam er in allen drei Gruppenspielen zum Einsatz und schied mit seiner Mannschaft nach der Vorrunde aus.

## Erfolge
- Angolanischer Meister: 2007
- Angolanischer Pokalsieger: 2003 und 2008